# Теофил (лунный кратер)
Кратер Теофил (лат. Theophilus) — большой молодой ударный кратер в области северо-западного побережья Моря Нектара на видимой стороне Луны. Название присвоено в честь церковного деятеля и богослова Феофила Александрийского (IV—V век) и утверждено Международным астрономическим союзом в 1935 г. Образование кратера относится к эратосфенскому периоду.

## Описание кратера
Кратер Теофил перекрывает северо-восточную часть вала кратера Кирилл. Другими ближайшими соседями кратера Теофил являются кратер Ибн Рушд на западе; кратер Ипатия на севере-северо-западе; кратер Торричелли на севере-северо-востоке; кратер Медлер на востоке и кратер Катарина на юге-юго-западе. На севере от кратера находится Залив Суровости; на юго-востоке — Море Нектара. Селенографические координаты центра кратера — 11°27′ ю. ш. 26°17′ в. д. / 11,45° ю. ш. 26,28° в. д., диаметр 98,6 км, глубина 4100 м.
Кратер Теофил имеет полигональную форму и практически не разрушен. Вал с четко очерченной острой кромкой. Внутренний склон вала несколько неравномерный по ширине, с ярко выраженной террасовидной структурой, уклон восточной части склона составляет 46°. Северо-западная часть внутреннего склона отмечена небольшим чашеобразным сателлитным кратером Теофил B. Высота вала над окружающей местностью достигает 1540 м, объем кратера составляет приблизительно 12400 км³. Дно чаши ровное, за исключением пересеченной западной и юго-восточной части, в центре чаши расположен массив из нескольких центральных пиков. Среди них выделяют западный пик, обозначаемый как Пси (ψ) высотой 1100 м; восточный Фи (φ) высотой 2700 м и северный Альфа (α) высотой 2100 м. Состав центральных пиков: анортозит (A), габбро-норито-троктолитовый анортозит с содержанием плагиоклаза 85-90 % (GNTA1); габбро-норито-троктолитовый анортозит с содержанием плагиоклаза 80-85 % (GNTA2) и анортозитовый троктолит (AT). В области центральных пиков кратера Теофил зарегистрированы температурные аномалии во время затмений. Объясняется это, видимо, осыпями пород и подвижкой отдельных валунов, нарушающих целостность реголита, оказывающего термоизолирующее действие.
Считается, что образцы пород, выброшенных при образовании кратера Теофил, собраны астронавтами Аполлона-11 (место посадки приблизительно в 350 км на северо-запад от кратера, район посадки пересечен светлыми лучами, по меньшей мере один из которых относится к кратеру Теофил) и Аполлона-16 (место посадки приблизительно в 300 км на восток от кратера, фрагменты базальтовых пород, обедненных титаном, характерные для Моря Нектара и Залива Суровости).
Лучшее время для наблюдения кратера — пятый день после новолуния.

## Сателлитные кратеры
| Теофил | Координаты                                            | Диаметр, км |
| ------ | ----------------------------------------------------- | ----------- |
| B      | 10°35′ ю. ш. 25°14′ в. д. / 10,59° ю. ш. 25,23° в. д. | 8,2         |
| E      | 6°52′ ю. ш. 23°59′ в. д. / 6,87° ю. ш. 23,98° в. д.   | 22,3        |
| F      | 8°01′ ю. ш. 25°59′ в. д. / 8,02° ю. ш. 25,98° в. д.   | 12,2        |
| G      | 7°13′ ю. ш. 25°46′ в. д. / 7,21° ю. ш. 25,77° в. д.   | 19,2        |
| K      | 12°36′ ю. ш. 26°17′ в. д. / 12,6° ю. ш. 26,29° в. д.  | 5,5         |
| W      | 7°47′ ю. ш. 28°37′ в. д. / 7,79° ю. ш. 28,61° в. д.   | 3,6         |

- Сателлитный кратер Теофил B включен в список кратеров с яркой системой лучей Ассоциации лунной и планетарной астрономии (ALPO)[9].